# Мухаммад аш-Шафії
Абу 'Абдулла Магомет ібн Ідріс аш-Шафі'ї (араб. أَبُو عَبْدِ ٱللهِ مُحَمَّدُ بْنُ إِدْرِيسَ ٱلشَّافِعِيُّ; 767, Газа, Палестина — 20 січня 820, Фустат, суч. Єгипет) — ісламський богослов, право- та хадисознавець, епонім шафійської правової школи (мазгабу). Грав важливу роль у формуванні мусульманської правової думки, вніс основний внесок у релігійно-правову методологію щодо використання переказів. Його книга ар-Рісаля, написана протягом останніх п'яти років його життя, дає йому право називатися батьком мусульманської юриспруденції.

## Біографія

### Походження
Його повне ім'я: Абу 'Абдулла Магомет ібн Ідріс ібн 'Аббас ібн 'Усман ібн Шафі'ї ібн Саїб ібн 'Убайд ібн 'Абд Язід ібн Хашим ібн Мутталіб ібн 'Абд Мунаф аль-Кураши. Він народився в рік смерті імама Абу Ханіфа (пом. в 767 р.). Щодо місця його народження у біографів є розбіжності. Деякі біографи вважають, що Магомет аш-Шафії народився в палестинському місті Аскаляне (Ашкелон), або в Ємені, або в долині Міна поблизу Мекки. Однак більшість джерел сходяться на тому, що він народився в Газі, який знаходиться в південній частині Палестини.
Батько Магомета був воєначальником з роду курайшитів і помер, коли той був ще немовлям. Родовід аш-Шафії по батьківській лінії сходить до аль-Муталлібу, який був братом Хашима (прадід пророка Магомета). Його мати була, за різними джерелами, або з єменського племені азд, або з роду Алідів. Сам імам аш-Шафії часто говорив: «Алі ібн Абу Таліб син мого дядька і син моєї тітки з боку матері». Родовід імама завжди згадувався у зв'язку з різними хадисами про курайшитах, з метою підкреслити перевагу аш-Шафії над іншими імамами мазгабів. Його часто вважають «обновителем» (муджаддід) 2-го століття хіджри, який, згідно з хадисом пророка Магомета, відправляється Богом «на початку кожного століття».

### Дитинство в Мецці
У віці двох років мати аш-Шафії перевезла його з Аскаляна до знатних родичів батька в Мекку. Відповідно до джерела, яке підтверджує, що аш-Шафії народився в Ємені, переїзд в Мекку відбувся в десятирічному віці. Причиною для переїзду, швидше за все, стала відсутність засобів до існування. У Мецці він виявився в середовищі видатних вчених-богословів, знавців мови, хадисів та ісламського права (фікг), до числа яких відносилися, наприклад, його дядько Магомет ібн Шафії, Суф'ян ібн Уяйна (пом. у 811 р.) і Муслім аз-Занджи (пом. у 796 р.), про якого відомо тільки те, що він був муфтієм міста. Близько 10 років він проживав у кочовому племені хузайль, яке славилося красномовством. Імам аш-Шафії говорить щодо цього: «Я залишив Мекку і зупинився у племені хузайль в пустелі, вивчаючи їх мову і переймаючи їхню культуру. Вони були найбільш красномовними з арабів на той період. З ними я кочував і зупинявся там, де вони зупинялися. Коли я повернувся до Мекки, я вільно почав читати вірші і розповідати про них перекази і поезію». Поряд з вивченням релігії Магомет аш-Шафії навчався стрільби з лука і їзді на коні. Він був відмінним стрільцем, міг «потрапляти в ціль десять разів із десяти», і навіть написав трактат про стрільбу з лука.
З раннього дитинства аш-Шафії розривався між світською діяльністю і «прагненням до знань» (таляб аль-ільм). Серед біографів відома історія про те, як одного разу після демонстрації Магометом аш-Шафії своїх навичок стрільби з лука, один з глядачів, Амр ібн Савваб, сказав йому, що для нього було б краще стати вченим (улемом), ніж лучником. Ці слова, мабуть, переконали аш-Шафії в тому, що він повинен присвятити себе навчанню. Сам аш-Шафії згодом писав: «Я був сиротою, і моя мати допомагала мені матеріально. У мене ніколи не було достатньо грошей, щоб заплатити за своє навчання. Коли вчитель навчав дітей, я слухав і запам'ятовував все відразу напам'ять. Тому під час відсутності вчителя уроки вів я, у зв'язку з чим він був дуже задоволений мною. Натомість, він погодився навчати мене безкоштовно. Моїй матері було дуже важко платити за потрібні мені писальні вироби, тому я писав на кістках, камені і пальмових листках. У сім років я знав весь Коран, включаючи його тлумачення, а в 10 років я вивчив „аль-Муватту“ імама Маліка».
На формування світогляду аш-Шафії в першу чергу впливали традиції населення міста Мекки. У місті жили нащадки сподвижників пророка Магомета, які передавали хадіси. Тут також діяло медресе засновника ісламської екзегетики Ібн 'Аббаса. У Мецці проживали представники різних течій і сект (хариджити, мутазиліти та ін), з якими представники сунітської ортодоксії постійно проводили бурхливі дебати і полеміки. Знайомство з доводами представників цих шкіл значно розширило кругозір аш-Шафії. За словами сучасників аш-Шафії, він відрізнявся високими моральними та етичними якостями, богобоязню, логікою, мав чудову пам'ять і ораторські здібності.
У п'ятнадцять (або вісімнадцять) років аш-Шафії володів глибокими знаннями в ісламському праві, міг видавати правові приписи (фетви) і передавати хадіси.

### Навчання в імама Маліка
У кінці VIII століття у Медині жив видатний ісламський правознавець — Малік ібн Анас. Магомет аш-Шафії вирішив закінчити у нього свою юридичну освіту і перед поїздкою в Мекку придбав і уважно вивчив збірник хадисів імама Маліка аль-Муватта. У 787/786 році він прибув до імама Маліка і став наполегливо просити дозволу прочитати перед ним аль-Муватту. Імам Малік кілька разів відмовляв йому, але юнак був наполегливий і імам все ж погодився послухати його. Почувши те, як аш-Шафії красномовно читає книгу, імам Малік був приємно здивований. Імам Малік прийняв його на повне утримання і зробив своїм помічником.
Протягом дев'яти років аш-Шафії був поруч з імамом Маліком, лише зрідка залишаючи його для відвідин Мекки. Після смерті імама Маліка (795 р.) аш-Шафії повернувся до Мекки.
Магомет аш-Шафії завжди вважав імама Маліка найбільшим учителем, але, будучи людиною рішучою та незалежною, пізніше дозволяв собі критику в книзі Іхтілаф Малік ва аш-Шафії. Насправді «Спростування імама Маліка», в тому вигляді, у якому вона збереглося, є працею його єгипетського учня ар-Рабі аль-Мураді (пом. у 884 р.). У відповідь на цю книгу, єгипетські малікіти написали полемічну працю, спрямовану безпосередньо проти аш-Шафії Кітаб ар-радд аля аш-Шафії, написану Абу Бакром Магометом аль-Кайравані (пом. у 944 р.).
Крім імама Маліка, в Медині були і інші викладачі, у яких навчався Магомет аш-Шафії. Серед них був і мутазиліт Ібрагім ібн Абу Ях'я (пом. у 800 або 807 р.), який, як свідчать біографи, вчив його тільки ісламському праву та хадисознавству, але не навчав основам релігії (усуль ад-дін).

### Випробування
Після повернення з Медіни в нього було погане матеріальне становище, що і підштовхнуло його до пошуку заробітку. На прохання курайшитів, намісник Ємену викликав аш-Шафії в провінцію Наджран (Північний Ємен) для виконання деяких офіційних функцій. Там він відмічався справедливістю в судових розглядах і здобув популярність серед населення.
У Наджрані Магомет аш-Шафії познайомився з поглядами єгипетського імама аль-Лайса ібн Саада, у якого в Ємені було багато послідовників. Ймовірно, через близьке знайомство з зейдитським імамом Ях'єм ібн Абдуллою імам аш-Шафії був звинувачений у заклику до повстання. Арабський літератор X століття Ібн ан-Надім писав, що імам аш-Шафії був ревним шиїтом; якщо він дійсно був шиїтом, то тільки в суто політичному сенсі, а не богословському. Цей період біографи називають «випробуванням» (міхна) або «смутою» (фітна) імама аш-Шафії.
У 796 році Магомета аш-Шафії заарештували і в кайданах відправили в резиденцію каліфа в Рацці (Північна Сирія). Там аш-Шафії мав бесіду з каліфом Гаруном ар-Рашидом, якому він дуже сподобався. Крім цього, за нього заступився верховний суддя (каді) Багдада — Магомет аш-Шайбані. Гарун ар-Рашид відпустив аш-Шафії (хоча решта дев'ять учасників повстання були страчені) і переклав всю відповідальність за нього на Магомета аш-Шайбані, у якого аш-Шафії згодом навчався два роки. Магомет аш-Шафії ніколи більше не втручався в державні справи і навіть відмовився від пропозиції каліфа стати суддею Ємену.

### Стара доктрина

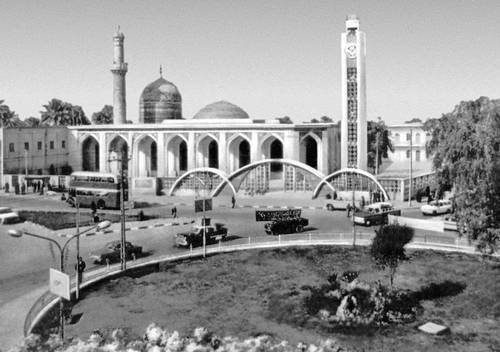
Мечеть імама Абу Ханіфи (1960)

За два роки перебування в Іраку, аш-Шафії познайомився з ханафійською школою фікга, яка продовжувала процвітати завдяки зусиллям двох учнів імама Абу Ханіфа — Абу Юсуфа і аш-Шайбані. Аш-Шафії часто відвідував лекції Магомета аш-Шайбані й іноді навіть сперечався з ним. На одному із занять Магомету аш-Шафії здалося, що аш-Шайбані з деяким упередженням розповідає про мазгабі імама Маліка. Через повагу до імама аш-Шайбані він не став відкрито вступати з ним у суперечку. Після того, як аш-Шайбані закінчив лекцію і пішов, аш-Шафії зайняв його місце і почав критикувати всі ті доводи, які аш-Шайбані висунув проти Маліка ібн Анаса. Дізнавшись про це, імам аш-Шайбані запропонував аш-Шафії влаштувати публічний науковий диспут (муназарат), але той не погоджувався, не бажаючи, щоб люди бачили, як друзі сперечаються один з одним. Після довгих умовлянь аш-Шафії все ж погодився на диспут. По закінченні спору всім було ясно, що аш-Шафії перевершив свого вчителя; однак на їх теплі дружні стосунки це нітрохи не вплинуло. Текст диспуту між аш-Шайбані і аш-Шафії зберігся в книзі Манакіб Фахруддіна ар-Разі. Згодом спростуванню аш-Шайбані була присвячена праця Кітаб ар-радд аля Магомет ібн аль-Гасан.

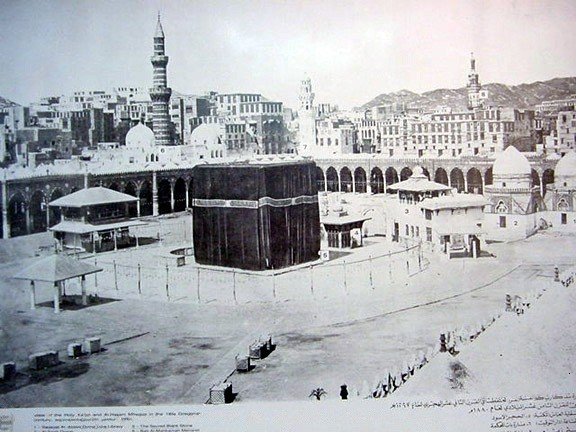
Заборонена мечеть у Мецці (1880)

За десять років перебування в Багдаді аш-Шафії зміг відвідати Персію, Сирію та інші області каліфату. Гарун ар-Рашид регулярно обдаровував його великими сумами грошей.
Близько 806 року аш-Шафії повернувся до Мекки. Перед від'їздом він вирушив до мечеті імама Абу Ханіфа, де, у знак поваги до великого імама, здійснив молитву у відповідності з канонами ханафітського мазгабу. Приїхавши в Мекку, аш-Шафії роздав половину своїх багатств біднякам і організував гурток в Забороненій мечеті.
У 811 році аш-Шафії повернувся до Багдада, щоб розпочати викладання. У столиці каліфату він здобув велику популярність і повагу широких верств суспільства. У Багдаді була написана перша версія книги ар-Рісаля та інші твори, які належать до «старої школи думки» (мазгаб аль-кадім).
У 813 році він повернувся до Мекки, але через рік знову виїхав в Багдад. Ймовірно в цей період перебування в Мецці аш-Шафії зустрічався з Ахмадом ібн Ханбалем (пом. у 855 р.), але, незважаючи на велику кількість пов'язаних фактів з обох оповідань, малоймовірно, що вони були близько знайомі.

### Нова доктрина

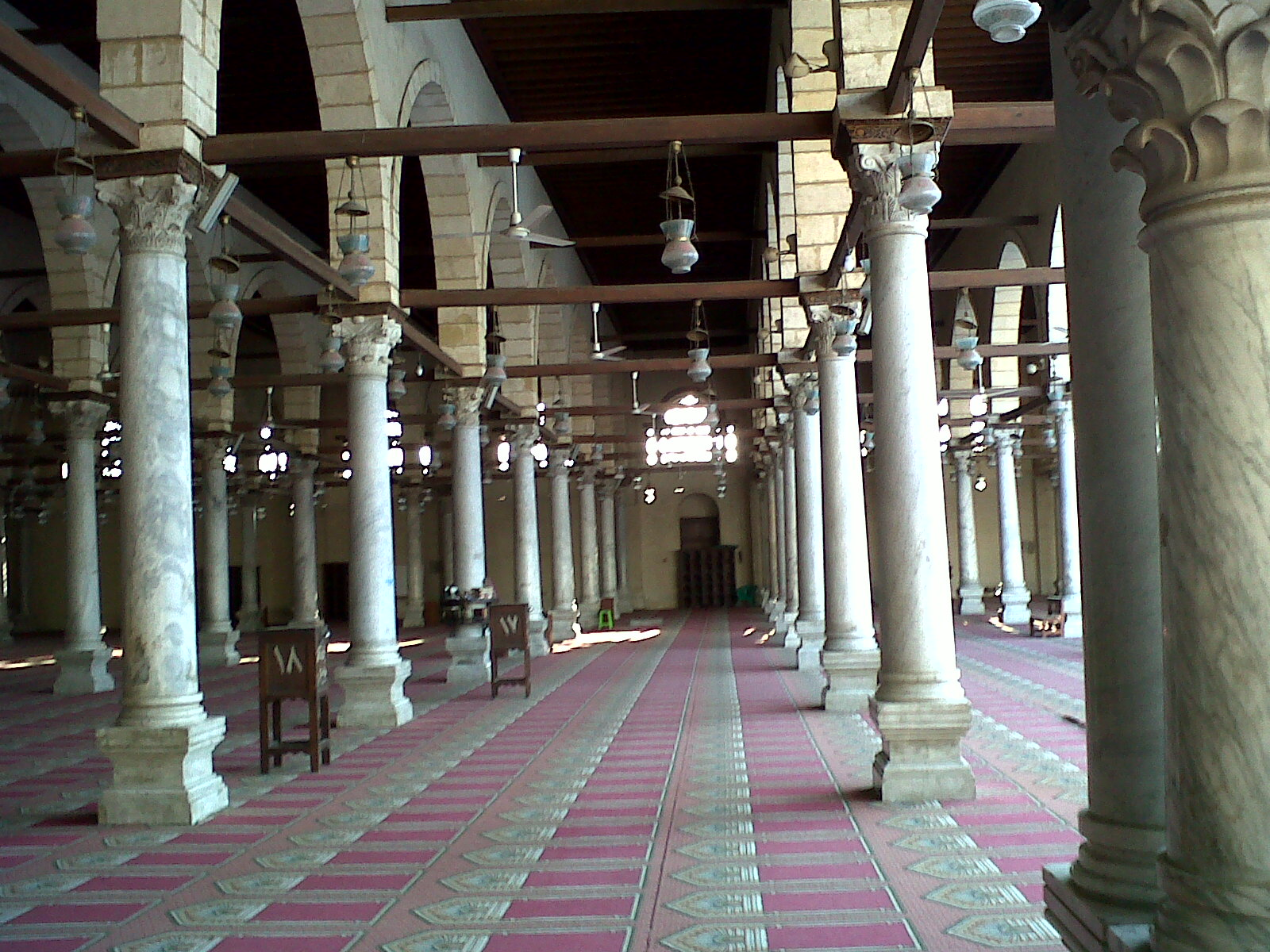
Інтер'єр мечеті Амра ібн аль-Аса

У 815/816 році імам аш-Шафії виїхав у Єгипет. За однією версією йому довелося покинути Багдад через аббасидського каліфа аль-Мамуна, який засуджував аш-Шафії за схильність до шиїзму. За іншою версією хиджазські малікіти та іракські ханафіти не бажали поширення школи аш-Шафії; за порадою аш-Шайбані, аш-Шафії вирушив до Єгипту (Фустат) для поширення свого мазгабу.
Малікітська сім'я Бану Абду-ль-Гакама спочатку прийняла його добре, ймовірно, вважаючи його учнем імама Маліка. Один з найбільш затятих послідовників імама аш-Шафії в Єгипті Магомет ібн Абдулла ібн Абду-ль-Гакама (пом. у 881 р.) через деякий час повернувся в ряди малікітів і написав «спростування» Магомета аш-Шафії. Незабаром єгипетські малікіти стали критикувати аш-Шафії і безуспішно намагалися вигнати його з допомогою влади.
Мешкаючи в Єгипті, аш-Шафії глибоко вивчав мазгаб імама аль-Лайса ібн Саада та переглянув багато своїх попередніх позицій з питань права, сформулювавши так звану «новую школу думки» (мазгаб аль-джадід). Магомет аш-Шафії читав лекції у «вінці мечетей» мечеті Амра ібн аль-Аса. Його єгипетські учні успішно конкурували з домінуючими в той час малікітами. Тут він написав нову (яка збереглася) версію ар-Рісаля і більшість творів, що ввійшли в Кітаб аль-умм.
Магомет аш-Шафії помер в Каїрі в останній день місяця раджаб 204 року за хіджрою (20 січня 820 року). Обставини його смерті залишаються невизначеними: за одними даними, він помер в результаті жорстокого нападу від рук фанатично налаштованих малікітів, за іншими — через хвороби. Похоронну молитву очолив правитель Єгипту. На похороні були присутні двоє його синів — Магомет та Усман. Імама аш-Шафії поховали в гробниці племені Бану Абду-ль-Гакама біля підніжжя гори Мукатрам. Архітектурний комплекс, що оточує його гробницю, був споруджений при Аюбідах. З часом його гробниця разом з прилеглою гробницею імама аль-Лайса та інших богословів стала об'єктом паломництва мусульман.
Магомет аш-Шафії був двічі одружений. У нього було четверо дітей: сини Абу Усман Магомет (суддя Алеппо) і Абуль-Хасан Усман, дочки Фатіма і Зайнаб.

## Богословська діяльність
Віропереконання аш-Шафії відповідали положеннями сунітського ісламу і ґрунтувалися на явних і ясних сенсах Корану і сунни. Він відмовлявся міркувати на ці теми і не допускав втручання розуму в питання основоположних принципів ісламу. Він є автором твору по усуль аль-фікху (ар-Рісаля), фікху (аль-Худжі, аль-Умм, Агкам аль-Куран) та хадисознавству (Муснад, Іхтілаф аль-хадис).
Біографи часто згадують про широкі знання імама аш-Шафії в галузі медицини (тібб), фізіогноміки (фірас), а також про те, що деякий час він цікавився астрологією (нуджум).

### Віропереконання
Протягом багатьох років питання про віропереконання імама є об'єктом пильної уваги. Спростовуючи в своїх працях «прихильників калама» (ахль калам), до яких у той час зараховували мутазилітів, імам аш-Шафії розглядав юридичні питання, а не богословські.
Магомет аш-Шафії вважав необхідним встановлення каліфату (Імамату). Він вважав, що каліфом повинен бути представник племені курайшитів. Каліф повинен правити справедливо на основі шаріату. Якщо хтось силою захопить владу у каліфа-курайшита, але потім стане справедливим правителем та заслужить підтримки народу, то його правління стане законним. Ідеальним правлінням він вважав методи Праведних каліфів, до яких він відносив і омеядського каліфа Умара ібн Абдул-Азіза.
У питанні протистояння Алі ібн Абу Таліба з Муавією ібн Абу Суф'яном імам аш-Шафії вважав законним каліфом Алі і піддавав критиці хариджитів, які виступили проти каліфа.

### Усуль аль-фікх
Магомет аш-Шафії був автором першого твору по усуль аль-фікху. Свою книгу ар-Рісаля він написав, ймовірно, на прохання басрійського традиціоналіста Абдуррахмана ібн Махді (пом. у 813 р.). Збережені на сьогодні два рукописи швидше за все були написані в Єгипті і відобразили остаточний етап у правовій думці аш-Шафії, який суттєво відрізняється від іракського етапу (ар-Рісаля аль-кадім). У ньому вперше систематизовано джерела права та сформульовано принципи методології, якій необхідно строго дотримуватися при ухваленні правових приписів. Розроблені імамом аш-Шафії принципи винесення правових приписів (істинбат) отримали назву усуль аль-фікх. Ар-Рісаля записана Абу Якубом аль-Бувайті і доповнена і перекомпонована іншим учнем імама — ар-Рабі ібн Сулейманом.
Основна ідея, висловлена імамом аш-Шафі у ар-Рісалі полягає в тому, що кожній дії віруючого (мукалляфа) відповідає узаконений припис (хукм), зазначений у Корані та сунні (асль). Якщо у Корані та сунні відсутня ясна вказівка, то припис виводиться за допомогою судження за аналогією (кияс). Основні досягнення імама аш-Шафії полягають у визначенні сунни і систематизації кияса. Що стосується сунни, то тут імам аш-Шафії розділив висловлювання і дії Пророка на суворі вислови (акваль), дії (афаль) і мовчазна згода (ікрар).
Магомет аш-Шафії критикував конформізм (таклід) малікітів, які застосовували в якості шаріатського джерела звичаї жителів Медіни. Що стосується кияса, що ототожнюється з іджтигадом, то імам аш-Шафії ділив його на «кияс справи» (кияс аль-мана) і «кияс подібності» (кияс аль-хіла або кияс аш-шабах). Для обох видів кияса важливо обов'язково покладатися на юридичні докази (даліль), які іноді буває важко визначити. Дане положення спрямоване скоріше проти ханафітів, які покладалися на «незалежне судження» (ар-рай) і «бажане рішення» (істихсан). Він стверджував, що виносячи правове рішення на підставі власних суджень, людина бере на себе функції Бога та Пророка, які є єдиними законодавцями.
Крім ар-Рісаля збереглися ще два твори по усуль аль-фікху, але їм приділяється менше уваги, ніж вони заслуговують. Це книга Ібталь аль-істихсан і Джима аль-ільм.
Після його смерті правознавці були б зобов'язані виносити правові рішення, посилаючись на правову теорію, яка стала ще більш складною.

### Фікг
Магомет аш-Шафії отримав освіту у двох великих правознавців Магомета аш-Шайбані та Маліка ібн Анаса, ставши блискучим знавцем ханафітського і малікітского фікга. У віці близько 35 років аш-Шафії виступив як незалежний муджтахід в Багдаді та Мецці. Він використовував у своїх працях положення обох шкіл і спробував максимально зблизити їх положення, розробивши разом з цим і свою методику.
Повернувшись у Мекку після своєї першої поїздки в Багдад, аш-Шафії детально порівняв і проаналізував методологічні положення малікійської та ганафійської школи. Внаслідок цього аналізу він написав два твори:
1. Хуляфу аль-Малік — книга в якій дано вподобання одним положенням та критика інших положень малікітського мазгабу;
2. Хуляфу аль-Іраклійїн — книга в якій дано вподобання одним положенням та критика інших положень ханафітського мазгабу[9].

Щодо творів з фікгу серед біографів є великі розбіжності. Так само, як в області усуль аль-фікха, існують два різних періоди в діяльності аш-Шафії. Перший етап проходив в Хіджазі та Іраці, що завершився написанням твору аль-Худжі, записаного в Багдаді його Абуль-Гасаном аз-Зафарані. Дана праця не збереглася.
«Нова доктрина» (аль-джадіда) була розроблена в Єгипті в останні роки життя аш-Шафії. В Єгипті були написані:
- аль-Умм — семитомна праця;
- Ахкам аль-Куран — праця, присвячений юридичним положенням, взятих з Корану;

Перебуваючи в Єгипті, аш-Шафії виявив нові хадіси з питань права і переглянув багато своїх колишніх поглядів. Погляди Магомета аш-Шафії зробили сильний вплив на всю подальшу розробку питань фікга. За короткий час шафійський мазгаб зібрав велику кількість послідовників. На сьогоднішній день шафійський мазгаб займає друге місце в світі за поширеністю після ханафійського мазгабу, маючи близько 100 мільйонів прихильників.

### Хадисоведення
У царині хадисознавства Магометом аш-Шафії був написаний збірник хадисів під назвою Муснад аль-імам аш-Шафії. Він також написав твір про зіставлення хадисів Іхтілаф аль-хадис.
Сам він був об'єктом численних критичних зауважень малікітів і ханбалітів. Його критикували з наступних причин:
- він не був надійним передавачем хадисів (ні аль-Бухарі, ні інші мухаддиси, не записували передані їм хадиси у свої збірники);
- деякі положення його фікга ґрунтуються на сумнівних хадисах, хоча розроблена ним теорія була сувора до хадис;
- серед його вчителів були неприйнятні передавачі (Ібрагім ібн Абу Ях'я та інші)[18].

### Вчителі та учні
Найбільш відомі вчителі Магомета аш-Шафії:
- Магометд ібн Алі ібн Шафії — дядько імама аш-Шафії,
- Суф'ян ібн Уяйна — учитель з Мекки,
- Малік ібн Анас — учитель з Медини
- Магомет аш-Шайбані — учитель з Багдада.

Серед інших вчителів імама Шафії були також: Муслім аз-Занджи, Хатім ібн Ісмаїл, Ібрагім ібн Магомет ібн Абу Ях'я, Хішам ас-Сінані, Марван ібн Муавія, Магомет ібн Ісмаїл, ібн Дауд Абдуррахман, Ісмаїл ібн Джафар, Гішам ібн Юсуф та інші відомі богослови.
Найбільш відомі учні Магомета аш-Шафії:
- Абу Якуб аль-Бувайті (пом. у 845),
- Абу Ісмаїл ібн Ібрагім Ях'я аль-Музані (пом. у 879),
- Абу Магомет ар-Рабі ібн Сулейман аль-Мураді (пом. у 883),
- Хармала ібн Ях'я (пом. у 879),
- Магомет ібн Абдулла аль-Хакам (пом. у 881),
- Ахмад ібн Ханбал,
- Дауд аз-Захірі,
- Абу Савур аль-Багдаді,
- Ісхак ібн Рабія,
- Ібн Джарир ат-Табарі[14].

Імам аш-Шафії ставився до своїх учнів з добротою і повагою. Для отримання знань до нього приїздили люди навіть з далеких місць.